# Вулиця Ділова (Тернопіль)
Вулиця Ділова — вулиця в мікрорайоні «Новий світ» міста Тернополя.

## Відомості
Розпочинається від вулиці Новий світ, пролягає на захід, згодом — на південь до вулиці Новий Світ-бічна, де і закінчується. На вулиці розташовані як приватні будинки, так і багатоповерхівки.

## Дотичні вулиці
Правобічні: Циганська, Межова